# Camarana
Camarana es un género de arácnido  del orden Opiliones de la familia Gonyleptidae.

## Especies
Las especies de este género son:
- Camarana bicoloripes
- Camarana flavipalpi
- Camarana minor
- Camarana rousseti
- Camarana unica